# Mario Iceta Gavicagogeascoa
Mario Iceta Gavicagogeascoa (Guernica, 21 marzo 1965) è un arcivescovo cattolico spagnolo, dal 6 ottobre 2020 arcivescovo metropolita di Burgos.

## Biografia
Mario Iceta Gavicagogeascoa è nato a Guernica il 21 marzo 1965.

### Formazione e ministero sacerdotale
Dal 1984 al 1990 ha studiato medicina e chirurgia presso l'Università di Navarra a Pamplona. Dal 1990 al 1992 ha frequentato i corsi per il dottorato di ricerca in fisiopatologia clinica, che ha conseguito nel 1995 con una tesi su bioetica ed etica medica.
Ha compiuto gli studi di filosofia e teologia presso la Facoltà di teologia di Navarra dal 1988 al 1992 e in seguito nel seminario di Cordova dal 1992 al 1994. Nel 1994 ha conseguito il baccalaureato in teologia presso la Pontificia Università di Comillas a Madrid. Ha seguito corsi di solfeggio, canto corale, armonia e pianoforte.
Il 16 luglio 1994 è stato ordinato presbitero per la diocesi di Cordova da monsignor José Antonio Infantes Florido. In seguito è stato parroco in solido di Priego de Córdoba, docente di religione nelle scuole secondarie e professore di sacra liturgia, teologia sacramentale, musica e canto liturgico presso il seminario maggiore "San Pelagio" dal 1994 al 1997. Nel 1993 ha fondato la Sociedad andaluza de Investigación Bioética e la rivista specializzata Bioetica y Ciencias de la salud. Dal 1995 al 1997 ha studiato per un master in economia presso la Fondazione Universidad Empresa e l'Università nazionale di educazione a distanza a Madrid.
Nel 1997 è stato inviato a Roma per studi. Nel 1999 ha conseguito la licenza in teologia morale e nel 2002 il dottorato in teologia con una tesi di morale fondamentale presso il Pontificio istituto Giovanni Paolo II per studi su matrimonio e famiglia. Tornato in patria è stato parroco della parrocchia dell'Immacolata Concezione di Almodóvar del Río dal 2002 al 2004; parroco della parrocchia di San Domenico di Guzmán a Lucena dal 2004 al 2007; vicario episcopale di Campiña dal 2004 al 2007; canonico penitenziere dal 2005 al 2007; membro del consiglio di amministrazione e presidente della commissione per gli investimenti della cassa di risparmio Caja Sur;  professore di teologia morale e bioetica nel seminario maggiore "San Pelagio" dal 2002; vicario generale, moderatore della curia e canonico arcidiacono ed economo dal 2007 al 2008; cappellano delle Piccole suore degli anziani abbandonati di Cordova e professore associato di morale fondamentale e di bioetica nella Facoltà di teologia dell'Università di Navarra.
Dal 2004 è membro corrispondente della Real Academia de Córdoba nella sezione di scienze morali, politiche e sociali.

### Ministero episcopale

Stemma di monsignor Iceta Gavicagogeascoa come vescovo di Bilbao.

Il 5 febbraio 2008 papa Benedetto XVI lo ha nominato vescovo ausiliare di Bilbao e titolare di Álava. Ha ricevuto l'ordinazione episcopale il 12 aprile successivo nella  cattedrale di San Giacomo a Bilbao dal vescovo di Bilbao Ricardo Blázquez Pérez, co-consacranti il cardinale Carlos Amigo Vallejo, arcivescovo metropolita di Siviglia, e l'arcivescovo Manuel Monteiro de Castro, nunzio apostolico in Spagna e Andorra.
Il 24 agosto 2010 lo stesso papa Benedetto XVI lo ha nominato vescovo di Bilbao. Ha preso possesso della diocesi l'11 ottobre successivo, festa di Nostra Signora di Begoña, patrona della diocesi.
Nel febbraio del 2014 ha compiuto la visita ad limina.
In seno alla Conferenza episcopale spagnola membro della commissione esecutiva dal 3 marzo 2020. In precedenza è stato membro della commissione per l'apostolato secolare dal 2008 al 2014; membro della commissione per la liturgia dal 2011 al 2014; vicepresidente della commissione per l'apostolato secolare dal 2014 al 2020 e presidente della sottocommissione per la famiglia e la difesa della vita dal 2014 al 2020.
Ha partecipato alla XIV assemblea generale ordinaria del Sinodo dei vescovi che ha avuto luogo nella Città del Vaticano dal 4 al 25 ottobre 2015 sul tema "La vocazione e la missione della famiglia nella Chiesa e nel mondo contemporaneo".
Il 6 ottobre 2020 papa Francesco lo ha nominato arcivescovo metropolita di Burgos. Ha preso possesso dell'arcidiocesi il 5 dicembre successivo.
È autore di libri e articoli su riviste specializzate di medicina e bioetica.
Ha partecipato come relatore a diversi corsi e conferenze di bioetica sia in Spagna sia all'estero.
Oltre allo spagnolo, parla inglese, francese, italiano e basco.

## Genealogia episcopale e successione apostolica
La genealogia episcopale è:
- Cardinale Scipione Rebiba
- Cardinale Giulio Antonio Santori
- Cardinale Girolamo Bernerio, O.P.
- Arcivescovo Galeazzo Sanvitale
- Cardinale Ludovico Ludovisi
- Cardinale Luigi Caetani
- Cardinale Ulderico Carpegna
- Cardinale Paluzzo Paluzzi Altieri degli Albertoni
- Papa Benedetto XIII
- Papa Benedetto XIV
- Papa Clemente XIII
- Cardinale Marcantonio Colonna
- Cardinale Giacinto Sigismondo Gerdil, B.
- Cardinale Giulio Maria della Somaglia
- Cardinale Carlo Odescalchi, S.I.
- Cardinale Costantino Patrizi Naro
- Cardinale Serafino Vannutelli
- Cardinale Domenico Serafini, Cong. Subl. O.S.B.
- Cardinale Pietro Fumasoni Biondi
- Cardinale Antonio Riberi
- Cardinale Ángel Suquía Goicoechea
- Cardinale Antonio María Rouco Varela
- Cardinale Ricardo Blázquez Pérez
- Arcivescovo Mario Iceta Gavicagogeascoa

La successione apostolica è:
- Vescovo Joseba Segura Etxezarraga (2019)